# African Wildlife Safaris Cycling Team
El African Wildlife Safaris Cycling Team (Código UCI: AWC) fue un equipo ciclista australiano de categoría continental a partir de la temporada 2014. El equipo se inició en 2012 y es un proyecto de la compañía African safaris, la cual se encarga de dirigir safaris en grandes áreas de vida silvestre del mundo.

## Material ciclista
El equipo utilizó bicicletas Cannondale.

## Plantillas
Para años anteriores, véase Plantillas del African Wildlife Safaris

### Plantilla 2014
| Corredor           | Nacimiento | Nacionalidad | Equipo 2013                  |
| Jeremy Cameron     | 21/03/1993 | Australia    | Neoprofesional               |
| Nathan Elliott     | 15/12/1990 | Australia    | Neoprofesional               |
| Rhys Simon Gillett | 07/08/1990 | Australia    | Neoprofesional               |
| Daniel Nelson      | 12/07/1986 | Australia    | Neoprofesional               |
| Shaun O'Callaghan  | 05/07/1993 | Australia    | Neoprofesional               |
| James Rendall      | 31/05/1990 | Australia    | Neoprofesional               |
| Jason Spencer      | 28/05/1988 | Australia    | Team Budget Forklifts (2012) |
| Trevor Spencer     | 06/06/1993 | Australia    | Neoprofesional               |